# Viliam Schrojf
Viliam Schrojf (Prága, 1931. augusztus 2. – Pozsony, 2007. szeptember 1.) 39-szeres csehszlovák válogatott, világbajnoki ezüstérmes szlovák labdarúgó, kapus.

## Pályafutása

### A válogatottban
1953 és 1965 között 39 alkalommal szerepelt a csehszlovák válogatottban. Három világbajnokságon vett részt 1954 és 1962 között. Tagja volt az 1962-es chilei világbajnokságon ezüstérmet szerzett csapatnak. 1960-ban ez első Európa-bajnokságon bronzérmet nyert a csehszlovák válogatottal.

## Sikerei, díjai
- Világbajnokság
  - ezüstérmes: 1962, Chile
  - legjobb kapus: 1962, Chile
- Európa-bajnokság
  - bronzérmes: 1960, Franciaország
- Csehszlovák bajnokság
  - bajnok: 1955
  - 2.: 1956, 1959–60, 1963–64
  - 3.: 1960–61
- Csehszlovák kupa
  - győztes: 1962, 1963
  - döntős: 1965